# 湯田雅夫
湯田雅夫（ゆだ まさお、1943年7月5日- ）は、日本の会計学者、獨協大学名誉教授。
東京出身。1968年獨協大学経済学部卒、1973年早稲田大学大学院商学研究科博士課程満期退学、獨協大学経済学部講師、78年助教授、85年教授。2014年定年、名誉教授。2000年「ドイツ環境会計の実証的研究」で早大商学博士。

## 著書
- 『ゾチアルビランツ研究序説』学文社 1989
- 『ドイツ環境会計論』中央経済社 1999
- 『ドイツ環境会計 環境原価と環境負荷の統合に向けて』中央経済社 2001

### 共編著
- 『演習商業簿記入門』渋谷武夫,上田俊昭,小川文雄共著 中央経済社 1986
- 『環境管理会計概論』矢澤秀雄共編著 税務経理協会 2004
- 『俳句療法/自治体病院経営』日野原重明,木下照嶽共編著 富嶽出版 俳句療法学会研究叢書 2010
- 『ベーシック簿記教室』渋谷武夫共編著 中央経済社 2010

## 論文
- <湯田雅夫